# 魔法のあかり
『魔法のあかり』（まほうのあかり）は、日本のロックバンド・ゴダイゴのシングル。1982年2月1日リリース。

## 解説
- 1982年3月に東映系で公開された「東映まんがまつり」内長編アニメ映画「世界名作童話 アラジンと魔法のランプ」主題歌。
- ファンクラブ会報によると、タケカワユキヒデいわく、当初は「アラジンのランプ」をA面にする予定が、「魔法のあかり」のできがよかったので、A面に変えたとのこと。[1]
- 同様に、ミッキー吉野いわく「映画より先に楽曲を作って、それを元に映画を作り、最後にレコード音源を作っているので、映画用とレコード用音源は異なる」とのこと。[1]
- ジャケット・デザインは、アラブ地方をイメージした背景画に、ペルシャ絨毯に乗ったメンバーが、それぞれ民族衣装を着ているもの。
- 歌詞カードには、A面のみイントロ、1番、間奏、2番、コーダとそれぞれの時間が記載されている。

## 収録曲
※　作詞：ウィル・ウィリアムス、山上路夫、作曲：タケカワユキヒデ、編曲：ミッキー吉野
1. 魔法のあかり（Let It Burn）　-　4:02
2. アラジンのランプ（Genie of the Lamp）　-　4:02